# Större lifouglasögonfågel
Större lifouglasögonfågel (Zosterops inornatus) är en fågel i familjen glasögonfåglar inom ordningen tättingar.

## Utbredning och systematik
Fågeln förekommer enbart i skogar på Lifou Island i Loyautéöarna. Den behandlas som monotypisk, det vill säga att den inte delas in i några underarter.

## Status
Arten har ett mycket litet utbredningsområde och beståndsutvecklingen är oklar. Den tros dock inte vara hotad. IUCN kategoriserar arten som livskraftig.